# Orquestra de Instrumentos Autóctones e Novas Tecnologias

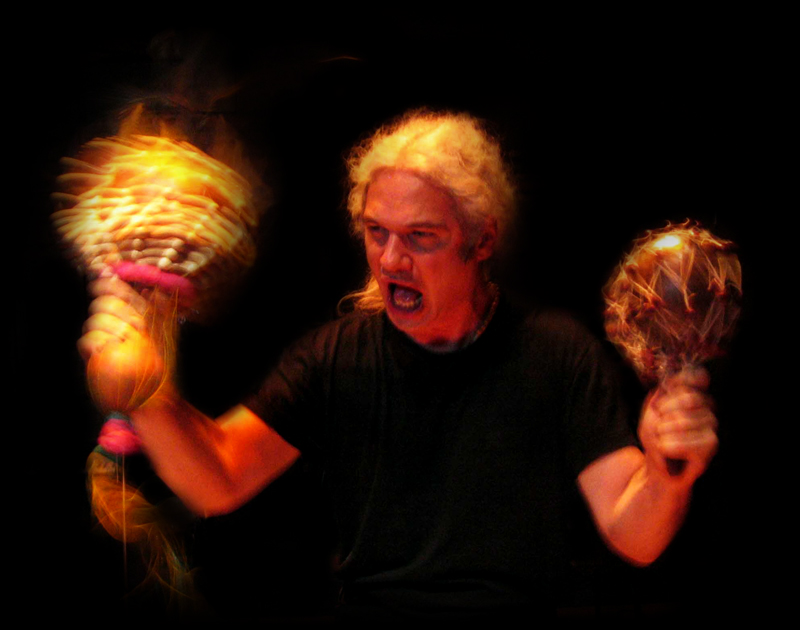
Alejandro Iglesias Rossi em uma apresentação.

A Orquestra de Instrumentos Autóctones e Novas Tecnologias (em espanhol, Orquesta de Instrumentos Autóctonos y Nuevas Tecnologías) é um grupo de pesquisa acadêmica e um conjunto artístico argentino dedicado ao resgate e releitura do passado cultural e musical das Américas em integração com a contemporaneidade.
O grupo foi fundado em 2004, junto à Universidade Nacional Três de Fevereiro em Buenos Aires, por Alejandro Iglesias Rossi e Susana Ferreres, diretor e vice-diretora do Mestrado em Criação Musical, Novas Tecnologias e Artes Tradicionais, e está associado ao Instituto de Etnomusicologia e Criação em Artes Tradicionais e de Vanguarda. Alejandro Rossi responde pela direção artística geral, direção musical e regência, e também é um dos compositores, e Susana Ferreres coordena a área de artes cênicas e visuais. O projeto conta com a participação de docentes e alunos do Mestrado e das Licenciaturas em Artes Eletrônicas e Música, recuperando instrumentos, aprendendo a tocá-los, compondo com eles e ensinando a tocá-los. Desenvolvem pesquisas interdisciplinares que envolvem também teatro, dança e novos meios tecnológicos. Todos os integrantes do grupo dominam várias áreas de expressão e criam seus próprios instrumentos e outros apetrechos. Segundo o fundador Alejandro Rossi, a ideia básica é ao mesmo tempo resgatar a sonoridade e o uso de instrumentos que haviam sido esquecidos, e propiciar uma abordagem integrada dos vários componentes da música, incluindo a sonoridade, a cenografia, a coreografia e o figurino; a pesquisa e reconstrução de instrumentos; a reflexão crítica; a mitologia subjacente às artes tradicionais ameríndias, e a transmissão dos saberes. Sua estética incorpora elementos de uma larga gama de referenciais que vão da música indígena e popular à vanguarda eletroacústica. Em suas palavras, trata-se "de fortalecer uma identidade regional e enfrentar a hegemonia", para que "a América seja descolonizada através da música". Para isso é fundamental que se coloque a música e os instrumentos americanos em pé de igualdade com os europeus e os novos meios. Ele continua:
"Os instrumentos da América não têm a mesma dignidade ontológica que os instrumentos da Europa, ou seja, é quando alguém diz 'sou compositor', e o outro, em sua imaginação, supõe que compõe obras para quarteto de cordas, para clarinete, para piano, mas não lhe chega a ocorrer que ele possa compor para o dobácarapucu. É claro, não nomes de instrumentos que sequer conhecemos, instrumentos americanos que foram relegados. O que fizemos na nossa orquestra foi colocá-los no mesmo nível dos instrumentos europeus e da tecnologia digital. No concerto apresentamos obras contemporâneas criadas por compositores de agora e obras da tradição oral. Cada uma se focaliza em uma geografia sonora específica, quer dizer, a geografia sonora da tradição afro-brasileira é diferente da geografia sonora da Puna argentina, da Patagônia chilena, da tradição asteca e maia. Já viajamos por todos os continentes, e é interessante o descobrimento de instrumentos análogos, portadores de uma outra visão, sem dúvida, mas com um simbolismo em comum".
O trabalho de Alejandro Rossi foi premiado várias vezes, com destaque para os reconhecimentos recebidos na Tribuna Internacional de Compositores e na Tribuna Internacional de Música Eletroacústica, ambas promovidas pela UNESCO. A Orquestra já se apresentou na BienalSur de Ushuaia, na abertura do 22º Festival Messiaen de Isére (França), tocou com a Orquestra Sinfônica da Eslovênia na abertura do festival Imago Sloveniae da Cidade Medieval de Ljubljana, participou de outros festivais e eventos acadêmicos, e deu concertos na França, Argélia, Hong Kong, Africa do Sul, Egito, Indonésia, México, Lituânia, Singapura, Estônia e Nova Zelândia, entre muitos outros lugares, recebendo aclamação geral. Foi declarada de interesse cultural pelo Secretariado do Parlamento do Mercosul. Ao apresentar o grupo para o público em um concerto em Havana que comemorava os 75 anos do Premio Nacional de Música de Cuba, Leo Brouwer disse: "Tenho mais de cinquenta anos de música, e vi muitas coisas, mas nada como isso. Fechem os olhos e imaginem uma noite extraordinariamente mágica. Eles combinam o maravilhoso contemporâneo com o mítico de outras épocas". Para a reitora da FURG, Cleuza Maria Sobral Dias, "é uma orquestra espetacular que trata da nossa história, em instrumentos e simbologias". Segundo o Fundo Nacional das Artes da Argentina, "aerófonos, vasilhas zumbidoras, bumbos, figuras entalhadas de animais, deuses e caveiras: entrar no estúdio da Orquestra de Instrumentos Autóctones e Novas Tecnologias é como atravessar o umbral do tempo e voltar ao universo dos povos nativos da América, aos seus costumes, suas cerimônias, seus saberes e sua visão de mundo".